# あかね色の風 -新撰組血風記録-
『あかね色の風 -新撰組血風記録-』（あかねいろのかぜ しんせんぐみけっぷうろく）は、車田正美による日本の漫画。
車田正美が『週刊少年ジャンプ』（集英社）との専属契約を解消した後に『スーパージャンプ』（同社）にて短期連載された新選組の沖田総司を主人公に据えた作品。掲載誌が青年誌であることから車田の作品の中でも成人向けな描写が多い。

## 登場人物

### 主要人物
全話を通じて登場するキャラクターたち。
沖田 総司（おきた そうし）
武州多摩、天然理心流の試衛官の門下生。土方をして道場で勝てる者がいないと言わしめる程の実力を持ちながらも非情に徹しきれず、常にみね打ち終えていた。京で人を斬ることを嫌がる気持ちとで揺れていたが恩義ある近藤や土方についていく。
名刀菊一文字を入手する前は、沖田の剣の腕に刀が耐えきれず大抵の鈍刀ではすぐに破損していた。しかし、その技量で鈍刀でも名刀と同様に風を泣かすことが可能。
小動物や子供たちに懐かれる心優しい少年で虫さえも殺さない。様々な強敵や志を持つ者との出会いと戦いを通じて成長していくもその優しさだけは一貫していた。
土方 歳三（ひじかた としぞう）
沖田の兄貴分であり天然理心流の師範代。初登場時、庄屋の後妻との情事が描かれた色男。
本来は勤皇や佐幕などに興味はないが、沖田同様に一徹な近藤の生き方に惚れ込んでおり彼についていく。幕臣から近藤に対する見下すような態度に憤りを常に覚えている。本人曰く命懸けで守るのは幕府ではなく士道だけ。
近藤 勇（こんどう いさみ）
沖田と土方が慕う天然理心流一門を率いる無骨で義に熱い男。
尊王攘夷派による京都の治安の低下と、将軍の上洛に合せその護衛に腕の立つ者達を求め、働きによっては直参にも取り立てるという情報を山南から聞き、京へと仲間と共に京に向かう。武士の鑑のような人物で幕府を守り通す覚悟でいる。

### 武州多摩
第一話の舞台であり沖田が新選組の母体となった試衛官の仲間達と京に向かう前まで過ごした場所。
みづき
庄屋の家に女中奉公していた少女。沖田の想い人であり、彼女もまた沖田を想い、彼の家の家紋を刺繍した羽織を繕っていた。
京に向かう前夜に沖田達天然理心流に敗北した堀内道場の者たちが庄屋に押し込んできた時に強姦に会いそうになるも、沖田への想いに殉じ自ら舌を噛み切る。死の淵に、騒ぎを聞きつけてやってきた沖田へと手縫いの羽織を渡し、京での武運を祈りながら息を引き取る。
多摩川原での決闘の際、沖田が温情で堀内、荒木らを逃したためにみづきが死ぬこととなり、沖田は一度怒りから剣を抜くも、優しい沖田を好いていたみづきが喜ばないとして結局みね打ちに終わった。
タケ坊、スーちゃん
沖田に懐く子供たち。タケ坊は庄屋の異変を起きたと土方に伝えにやってくる。
庄屋の後妻（しょうやのごさい）
本名不明。庄屋の後妻で、主人には内密に土方と関係を持ち、女中奉公のみづきをこき使っていた。
堀内道場の襲撃を受け堀内に主人を惨殺され、辱めを受けていたが土方に助けられる。
堀内 角兵衛（ほりうち かくべえ）
剣術道場とは名ばかりで押し込み、強姦、辻斬りなどの悪事を働く堀内道場の頭目。
近藤ら天然理心流と敵対しており、荒木を助っ人に雇って決闘するも土方の途中参戦で形勢が不利となると逃げ出し、沖田のみね打ちで全員命拾いする。
しかし改心せずに、金銭目当ての為に攘夷派を自称し、軍資金を手に入れる為に庄屋に押し入るも、主人の首を斬り落としたように自身も土方によって首を斬り落とされた。
荒木 長十郎（あらき ちょうじゅうろう）
堀内が助っ人として金で雇った北辰一刀流の使い手。堀内同様悪事の限りを尽くしており、決闘の前に馬で人を轢き、庄屋押し入りの際はみづきを辱めようとして彼女を自害にまで追いつめた。
沖田の無念を汲んだ土方によって一刀両断される。

### 新選組（近藤派）
近藤勇以下試衛官の仲間、八名の剣客たち。水戸天狗党と共に京都守護職会津中将の預かりとなり、新選組が結成される。
山南 敬助（やまなみ けいすけ）
新選組総長。京の情勢を近藤らに伝え、天然理心流一門が京に向かう切っ掛けを与えた。なお、近藤が直参を力量次第では百姓筋でも大名になれると過大解釈した時は慌てながらも訂正を加えている。
藤堂 平助（とうどう へいすけ）
八番隊長。池田屋事件の時に新見伊織に額当てを斬られ、負傷したが沖田によって窮地を救われる。
井上 源三郎（いのうえ げんざぶろう）
六番隊長。
永倉 新八（ながくら しんぱち）
二番隊長。多摩川原での決闘の際、遅刻した土方とその迎えに行った沖田が参戦するまで近藤と並んで堀内道場の者達を圧倒していた。
原田 左之助（はらだ さのすけ）
十番隊長。

### 新選組（芹沢派）
元水戸天狗党の芹沢鴨以下5名の剣客。暴状の限りを尽くし遂には新選組を取りつぶしにまで追いつめたため、近藤派によって粛清される。
芹沢 鴨（せりざわ かも）
新選組局長、生まれついての武士であり百姓出の近藤たちを見下していた。新選組をゆすりや享楽の看板としており、作中女色に溺れる様が頻繁に描かれた。後に、土方らによって屯所内で斬殺される。
新見 錦（にいみ にしき）
芹沢の側近でその抜討ちは土方をして神技とまで称される。近藤たちが芹沢派牽制のために作った局中法度を近藤たち自身に破らせようと芹沢に進言し、近藤たちが懇意にしていた染五郎を殺す。
近藤からの切腹を命じる書状を手に現れた沖田が赤子を抱き上げている状態で襲い掛かり、肩に一撃を入れるも、逆に沖田のみね打ちで両小手を打ち砕かれる。沖田に斬るように懇願するも、二度と剣を握れぬ以上剣客としては既に死んだも同然だと見逃され、そんな沖田の甘さを嘲り笑った。後に祇園山緒にて切腹。
平間 重助（ひらま じゅうすけ）
芹沢の死後、斬殺される。
平山 五郎（ひらやま ごろう）
芹沢の死後に切腹。
野口 健司（のぐち けんじ）
芹沢の死後、逃亡し消息不明。

### 攘夷派と関係者
高杉 晋作（たかすぎ しんさく）
過激な長州藩の中でも最も危険視されている男。将軍家茂の暗殺を目論む。
暗殺決行前日に子供たちと遊んでいた沖田を斬りに来るが、自身の気配に気付いた沖田に感じ入るものがあってか戦闘にならず、沖田と話をする。
病に侵されており、己に残された時間の短さから焦燥していた。
おうの
高杉の傍らにいる芸者上がりの愛妾。高杉曰くバカだが、彼を守るためならば命さえ投げ出せる誠をもつ。
焦燥から暴走していた高杉を死なせないために沖田にあえて暗殺計画を教え、新選組を利用して高杉を止める。将軍を殺した所で代替わりするだけ、徳川幕府を根底から覆して欲しいと高杉に懇願する。
岡田 以蔵（おかだ いぞう）
愛刀肥前忠吉を持つ土佐藩の人斬り。郷士の生まれで故郷では虐げられ蔑まれてきたが武市半平太に師事し、身分差別のない世の中を夢見ていた。
沖田の妨害で人斬りに失敗するも、後に沖田が刀買いをしている最中に遭遇し、彼が粗悪品を売りつけられそうになっていた際には助け舟を出す。後に沖田との対決の折には剣を弾き飛ばされ、敗北し、斬るように懇願するも沖田は刀にヒビが入ったためにもう切れないと岡田を見逃した。八月の政変で長州が失脚した後は無宿人に落ちぶれ、肥前忠吉も売ってしまう。
車田正美の公式サイト生々流転では御側用人こぼれ話と銘打ったコラムを担当している。
新見 伊織（にいみ いおり）
芹沢派の新見錦の弟であり剛刀･武蔵入道影清をもって菊一文字を手に入れたばかりの沖田に襲い掛かり、橋から川へ突き落す。
後に池田屋事件にて再び沖田と相対するが、剣に頼り過ぎて自分の腕を生かし切れていないとして兄錦に劣ると評され倒された。

### 将軍と佐幕派
徳川 家茂（とくがわ いえもち）
徳川幕府十四代将軍。高杉らの暗殺の標的となるも、新選組の陰ながらの活躍により暗殺計画は失敗に終わり、代わりに高杉の飛ばしたヤジに驚き慄く。
見廻組（みまわりぐみ）
幕臣によって結成された治安維持組織で、新選組同様反幕府勢力を取り締まるが百姓筋の新選組を見下すなど折り合いが悪い。
所司代（しょしだい）
治安維持の任務に当たっていた部署であるが幕末動乱期は京都守護職の下となる。岡田以蔵の人斬りが猛威を振るった頃は護衛を放棄して逃げ隠れていたが、無宿人に落ちぶれた岡田を寄ってたかって甚振った。

### 京
染五郎（そめごろう）
土方と沖田に依頼され武州多摩の朝焼け、あかね色で新選組の旗を作る。当初は人殺し集団の旗作りを嫌がっていたが足しげく通う土方と沖田の想いを汲み取り、命懸けで旗を作った。出来上がった旗を持って壬生屯所を訪れるが、近藤派一掃を目論む芹沢派たちによって殺される。
やよい
いわくつきの菊一文字を十文で沖田に渡した少女。元は丹波の武家の出で、貧しい長屋暮しにあっても家訓に従い何があっても菊一文字を手放さないでいた。病弱な弟の薬代に苦労し、借金にまみれた際にとうとう刀屋で買い取ってもらおうとするも恐るべき凶相から買い取ってもらえず、罪悪感を覚えつつ沖田に刀を買い取ってもらった。
その後、借金のかたに花街に入れられるも沖田によって身受けされ、郷里の丹波に戻る。三年後に病死したとされる。
咲（さき）
やよいの暮らしていたいろは長屋に暮らす少女で沖田を慕う子供たちのひとり。菊一文字を入手してから体調を崩していた沖田の元へ見舞いに来て折鶴を送った。後に新見伊織の仲間の手で長屋が放火され、他の子供たちは無事だったものの彼女のみ逃げ遅れ、焼死体となって発見される。

## 書籍情報
単行本「あかね色の風 ―新撰組血風記録― 壱」
集英社 1995年1月16日発売 ISBN 4-08-858703-0
文庫本「あかね色の風 ―新撰組血風記録―」
集英社文庫 2001年12月12日発売 ISBN 4-08-617771-4
車田正美の読み切り連載や短期連載作品を2冊の文庫本にした「NEVER END HEROES」の内の一冊。
表題名の本作「あかね色の風 ―新撰組血風記録―」と「EVIL CRUSHER 魔矢」が収録されている。